# Cromidon pusillum
Cromidon pusillum là một loài thực vật có hoa trong họ Huyền sâm. Loài này được (Roessler) Hilliard mô tả khoa học đầu tiên năm 1990.